# کارول هوین
کارول هوین (به انگلیسی: Carol Huynh) (زاده ۱۶ نوامبر ۱۹۸۰) کشتی‌گیر زن کشور کانادا است.
این کشتی‌گیر تنها کشتی‌گیر زن کانادایی است که موفق به کسب مدال طلای المپیک شده‌است و دومین کشتی‌گیر کانادایی بعد از دانیل ایگالی است که در المپیک سیدنی مدال طلا کسب کرده بود.